# 25 (album de a-ha)
Pour les articles homonymes, voir 25 (homonymie).
Albums de a-ha
Foot of the Mountain
(2009) Ending on a High Note - The Final Concert''
(2011)
Singles
25 est une compilation du groupe de synthpop norvégien a-ha, sorti le 19 juillet 2010. Il comprend 39 titres dont les 33 singles du groupe (hors les singles promo I Wish I Cared, Birthright, Waiting for Her, Lie Down in Darkness, Maybe, Maybe et Love Is Reason, ainsi que la version single originale de The Blood That Moves The Body et la version live 2003 du single The Sun Always Shines on TV), avec 5 titres d'album et une face B Cold As Stone (Remix). Le groupe s'est séparé après la réalisation de cette compilation en 2010 en donnant une ultime série de concerts à travers le monde à guichets fermés s'achevant le 4 décembre 2010 à l'aréna Spektrum d'oslo (Norvège).
L'album comprend le single final Butterfly, Butterfly (The Last Hurrah). La version japonaise dispose d'une liste des titres différente, avec trois pistes choisies par le public japonais. Cette compilation est plus complète que les deux précédentes compilations Headlines and Deadlines – The Hits of a-ha et The Definitive Singles Collection 1984–2004 sorti en 2005.
L'album 25 a été certifié double disque de platine en France en 2011.

## Supports
1. CD Standard double (édition simple)
2. Coffret épais "Deluxe Edition" 2CD + 1DVD Bonus
3. Téléchargement digital

## Liste des titres de la « version européenne »
CD 1
1. "Take on Me" – 3:49
2. "The Blue Sky" – 2:36
3. "The Sun Always Shines on T.V." – 5:08
4. "Train of Thought" (7" remix) – 4:15
5. "Hunting High and Low" (7" remix) – 3:48
6. "I've Been Losing You" – 4:26
7. "Scoundrel Days" – 4:00
8. "The Swing of Things" – 4:15
9. "Cry Wolf" – 4:06
10. "Manhattan Skyline" (edit version) – 4:21
11. "The Living Daylights" – 4:12
12. "Stay on These Roads" – 4:46
13. "Touchy!" (UK DJ edit) – 3:38
14. "There's Never a Forever Thing" – 2:51
15. "You Are the One" (7" remix) – 3:50
16. "The Blood That Moves the Body" (Two-Time Gun Remix) – 4:08
17. "Crying in the Rain" – 4:21
18. "Early Morning" – 2:59
19. "Slender Frame" – 3:43
20. "I Call Your Name" (slightly edited) – 4:29

CD 2
1. "Move to Memphis" (single version) – 4:17
2. "Dark Is the Night" – 3:45
3. "Cold as Stone" (Remix) – 4:33
4. "Angel" (edit) – 4:07
5. "Shapes That Go Together" – 4:14
6. "Summer Moved On" – 4:37
7. "Minor Earth Major Sky" (Niven's Radio Edit) – 4:02
8. "The Sun Never Shone That Day" (radio edit) – 3:31
9. "Velvet" – 4:20
10. "Forever Not Yours" – 4:06
11. "Lifelines" – 4:17
12. "Did Anyone Approach You?" – 4:11
13. "Celice" – 3:40
14. "Analogue (All I Want" – 3:49
15. "Cosy Prisons" (Radio Mix) – 3:58
16. "Foot of the Mountain" – 3:57
17. "Nothing Is Keeping You Here" (single remix) – 3:05
18. "Shadowside" (single edit) – 3:31
19. "Butterfly, Butterfly (The Last Hurrah)" – 4:10

- "Hunting High and Low" (slow version demo) – 3:45 (German Amazon.de bonus track)
- "Butterfly, Butterfly (The Last Hurrah)" (Steve Osborne Version) – 4:28 (Canadian iTunes Deluxe Edition bonus track)

## DVD Bonus de le version "Deluxe Edition"
1. "Take on Me" (Version 1985)
2. "The Sun Always Shines on T.V."
3. "I've Been Losing You" (Vidéo original)
4. "Manhattan Skyline"
5. "Stay on These Roads"
6. "Crying in the Rain" (Version 2)
7. "Dark Is the Night" (Version bannit)
8. "Move to Memphis"
9. "Shapes That Go Together"
10. "Angel in the Snow"
11. "Summer Moved On"
12. "Minor Earth Major Sky"
13. "Lifelines"
14. "Did Anyone Approach You?"
15. "Velvet" (European Cut)
16. "Butterfly, Butterfly (The Last Hurrah)"
17. "Take on Me" (Version 1984) (Vidéo bonus exclusive)

## Liste des titres de la version japonaise
La version japonaise dispose d'une liste des titres raccourcie séquencée dans l'ordre chronologique, mais il ne comprend que sept titres non inclus dans la version internationale (indiqué par un *)
CD1
1. "Take on Me"
2. "Hunting High and Low (7" remix)
3. "Stay on These Roads"
4. "Foot of the Mountain"
5. "The Sun Always Shines on T.V."
6. "I've Been Losing You"
7. "Summer Moved On"
8. "Crying in the Rain"
9. "Analogue"
10. "Manhattan Skyline" (edit version)
11. "The Swing of Things"
12. "Scoundrel Days"
13. "Rolling Thunder" *
14. "And You Tell Me" *
15. "You Are the One" (7" remix)
16. "The Blue Sky"
17. "The Living Daylights"
18. "Lifelines"
19. "Living a Boy's Adventure Tale" *

CD2
1. "Velvet"
2. "Angel in the Snow" (edit)
3. "Shadowside" (single edit)
4. "Train of Thought" (7" remix)
5. "Out of Blue Comes Green" *
6. "Dark Is the Night for All"
7. "Waiting for Her" *
8. "Here I Stand and Face the Rain" *
9. "The Blood That Moves the Body" (Two-Time Gun Remix)
10. "Minor Earth Major Sky" (Niven's Radio Edit)
11. "Cry Wolf"
12. "The Weight of the Wind" *
13. "Slender Frame"
14. "Move to Memphis" (single version)
15. "Touchy!" (UK DJ edit)
16. "I Call Your Name"
17. "Shapes That Go Together"
18. "Butterfly, Butterfly (The Last Hurrah)"